# Mulanur
Mulanur è una suddivisione dell'India, classificata come town panchayat, di 11.903 abitanti, situata nel distretto di Tirupur, nello stato federato del Tamil Nadu. In base al numero di abitanti la città rientra nella classe IV (da 10.000 a 19.999 persone).

## Geografia fisica
La città è situata a 10° 46' 0 N e 77° 43' 0 E e ha un'altitudine di 237 m s.l.m..

## Società

### Evoluzione demografica
Al censimento del 2001 la popolazione di Mulanur assommava a 11.903 persone, delle quali 5.979 maschi e 5.924 femmine. I bambini di età inferiore o uguale ai sei anni assommavano a 949, dei quali 487 maschi e 462 femmine. Infine, coloro che erano in grado di saper almeno leggere e scrivere erano 7.215, dei quali 4.272 maschi e 2.943 femmine.